# Parliament Heath
Parliament Heath – osada w Anglii, w hrabstwie Suffolk, w dystrykcie Babergh, w civil parish Groton. Leży 21 km na zachód od miasta Ipswich i 92 km na północny wschód od Londynu.